# Distrito 13 (película)
Banlieue 13 (título original en francés, conocida como Distrito 13 en España) es una película francesa de acción de 2004 dirigida por Pierre Morel y producida por Luc Besson, con la participación de David Belle y Cyril Raffaelli interpretando a los personajes principales. Se destaca en la cinta la función de la disciplina parkour. 

## Argumento
En 2010, problemas sociales como la droga, el crimen organizado y la violencia callejera han tomado los suburbios de París, especialmente el banlieue conocido como Distrito 13, un gueto poblado por dos millones de personas. Incapaces de controlar el lugar, las autoridades han construido un muro alrededor del área, forzando a sus habitantes a sobrevivir sin educación, facilidades ni protección policial en el interior del gueto.
Tres años después, un atlético luchador callejero llamado Leïto (David Belle) mantiene una cruzada personal contra las bandas que dominan el distrito 13. Después de robar 20 kilos de cocaína pertenecientes al líder mafioso - Taha (Bibi Naceri), este envía a su bloque a un grupo de pandilleros encabezados por el enorme K2 (Tony D'Amario) con la misión de recuperarla, pero Leïto destruye la droga y escapa por azoteas y tejados gracias a sus habilidades de parkour. En venganza, Taha secuestra a la hermana menor de Leïto, Lola (Dany Verissimo), para usarla contra él, pero Leïto invade la base de Taha para rescatarla y secuestra al mafioso en retribución. Leïto y Lola llevan a Taha a la comisaría de policía al borde del perímetro del distrito, pero la fuerza policial está disponiéndose a abandonar sus puestos por orden del gobierno, y el jefe a cargo prefiere liberar a Taha y encarcelar a Leïto para evitar una confrontación. Después de ver a Taha marcharse con Lola, un amargo Leïto asesina al jefe de policía usando los barrotes de la celda.
Seis meses después del incidente, fuera del Distrito 13, el agente de élite de la policía Damien Tomaso (Cyril Raffaelli) se infiltra en un casino ilegal de alta gama para arrestar al gánster Carlos Montoya. Capturado Montoya, el método de extracción de Damien falla, pero este logra escapar del lugar utilizando un alto nivel de artes marciales. Poco después, Damien recibe una nueva misión de parte de su jefe y del secretario de defensa Krüger: recuperar una bomba de neutrones experimental que ha sido robada por Taha antes de 24 horas, momento en el cual el artefacto hará explosión y matará a todo humano en 8 km de radio. El papel de Damien es convencer a Leïto de que le conduzca a la base del mafioso en las calles del distrito 13 a fin de encontrar y desarmar la bomba.
Damien se hace pasar por otro preso y ayuda a Leïto a escapar, pero este deduce su auténtica identidad como policía y le abandona. Aun así, Damien es capaz de abrirse camino por el Distrito 13 hasta él y le cuenta la verdad, acordando ambos formar un equipo para encontrar la bomba y rescatar a Lola. Merced a un plan de Leïto, el dúo se rinde a Taha para ser llevados a su base, donde descubren que el mafioso ha acoplado la bomba a un misil apuntando al centro de París para chantajear al gobierno con él. Taha exige un rescate cuantioso, a lo que el contacto gubernamental de Damien se niega. Los dos escapan de la base, y mientras los sicarios de Taha les persiguen, el mafioso descubre que el contacto ha aprovechado para vaciar todas sus cuentas corrientes. Uno de sus guardias cuestiona cómo Taha hará para pagarles, y este, frustrado, intenta matarle, sólo para descubrir que su pistola está vacía tras haber disparado a otro de sus hombres por dejar escapar a Leïto y Damien. Taha les ofrece dinero de una caja fuerte que posee, pero conociendo la verdad y no estando dispuestos a seguir obedeciéndole, el grupo de sicarios le asesina. Esto deja a K2 en cargo de la banda, y Leïto tiene un momento de reconciliación con él.
Leïto y Damien llegan hasta el edificio donde se encuentran Lola y la bomba, pero allí se encuentran con otro de los esbirros de Taha, un hombre gigantesco llamado Yeti. Damien intenta atacarle, pero su oponente resulta ser demasiado poderoso y el policía se ve en inferioridad contra él, hasta que Leïto interviene inmovilizando a Yeti con un cable eléctrico, lo que permite a Damien romper un bloque de cemento en la cabeza del pandillero y dejarle fuera de combate. Habiendo llegado hasta la bomba con unos minutos de margen, Damien recibe por teléfono el código de desactivación, 9293709B13, pero Leïto se da cuenta de lo sospechoso de la clave (siendo 92 y 93 los códigos de los departamentos del distrito, 709 la fecha de ese día, y B13 el mismo distrito, Banlieue 13) y llega a la conclusión de que el código no desactivará la bomba, sino que la detonará. Damien se niega a creer que el gobierno haya planeado exterminar a dos millones de personas de un suburbio y se dispone a introducir la clave, por lo que Leïto le ataca para impedirlo y ambos tienen una lucha. Finalmente, Damien reduce a Leïto y trata de teclear el código, pero Lola interviene en el último momento e impide la acción, confiando en la intuición de su hermano. El tiempo se termina y, efectivamente, la bomba no explota, probando la teoría de Leïto.
El dúo vuelve al edificio del gobierno con la bomba, y la usan para forzar al ministro Krüger a admitir la verdad sobre el plan para destruir el Distrito 13 y matar a sus habitantes. La confesión es grabada e inmediatamente transmitida a todos los canales, lo que causa un escándalo político en toda Francia. Pronto, el gobierno promete derribar el muro de contención y reintroducir los servicios públicos en el Distrito 13. Leïto y Damien se despiden como amigos, y Lola besa al agente para animarle a visitarles en el futuro.